# Ecnomiomorpha aurosa
Ecnomiomorpha aurosa es una especie de polilla tortrícida perteneciente a la tribu Cochylini, de la subfamilia Tortricinae, orden Lepidoptera.
Fue descrita por Józef Razowski y Becker en 1999. Aparece registrada y publicada en la revista Acta Zoologica Cracoviensia 42: 300 de 1999.

## Distribución
Se distribuye por América del Sur, específicamente en Brasil, en el Distrito Federal de Planaltina.